# Intihar
Intihar je priimek v Sloveniji, ki ga je po podatkih Statističnega urada Republike Slovenije na dan 1. januarja 2010 uporabljalo 468 oseb.

## Pomembni nosilci priimka
- Dušan Intihar (*1957), športni padalec
- Franc Intihar, športni plesalec
- Jožef Intihar Pepi, nosilec partizanske spomenice 1941
- Jana Ferjan Intihar, umetnostna zgodovinarka, dokumentalistka, bio-bibliografka
- Simon Intihar, glasbenik-instrumentalist, režiser in scenarist
- Stanislav Intihar (*1944), (gluhi) slikar samouk iz Cerknice